# Špýrská linie

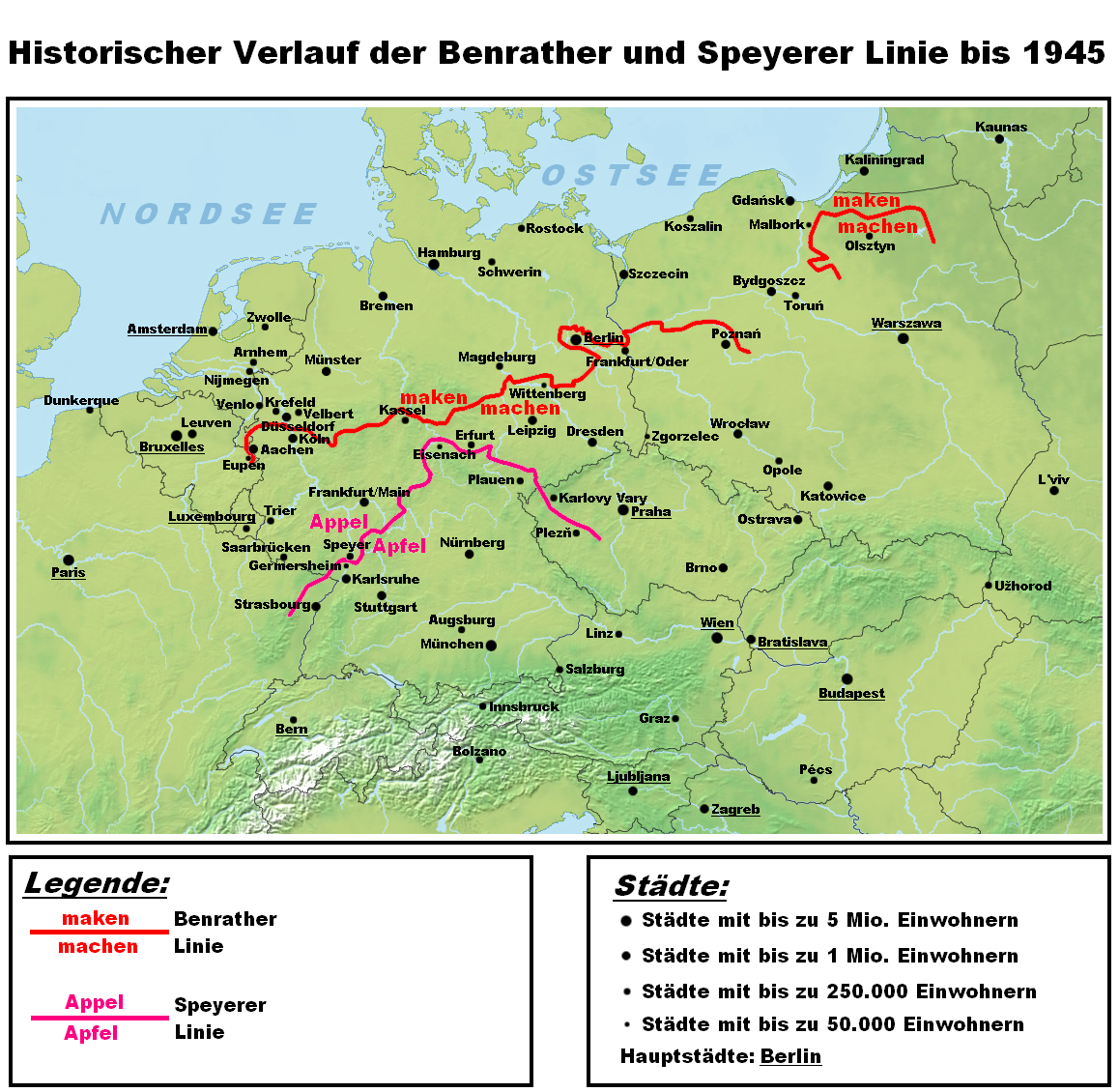
Průběh Špýrské linie a Benrátské linie do roku 1945

Špýrská linie (německy Speyerer Linie, též Appel/Apfel-Linie či Main-Linie) je jazykovědný název izoglosy v západogermánském nářečním kontinuu. Je jižní hranicí středoněmecké jazykové oblasti (kterou ze severu vymezuje Benrátská linie) a severní hranicí hornoněmeckých nářečí. Její název pochází od německého města Špýr.

## Historický průběh
Do vysídlení Němců z Československa probíhala Špýrská linie od západu severně od Plzně severním směrem ke Karlovým Varům, kde přetínala československo-německou hranici a pokračovala dále na sever až k Eisenachu. Dále se stáčela jižním směrem, překračovala Rýn a francouzsko-německou hranici a končila v alsaských Vogézách.